# Kees Meerman (zanger)
Kees Meerman (Voorhout, 23 februari 1972) is een Nederlandse zanger-songschrijver, cabaretier, acteur en stemacteur. 
Meerman maakte acht onemanshows waarin hij standup-comedy en spoken word combineert met eigen nummers op piano en gitaar. Meerman kwam in 2006 in België in opspraak door de affiche van zijn voorstelling In het Hol van de Leeuw. Sinds 2010 woont hij in Magazijn Kees, een magazijn in Antwerpen waar hij zangles en theatercursussen geeft, albums opneemt, concerten geeft en videoclips maakt.
Meerman studeerde 4 jaar lang aan het Complete Vocal Institute in Kopenhagen, waar hij in juni 2016 zijn diploma haalde.
Hij is de vertelstem van Bumba Nederland. In 2020 doet hij de stem van Halvar, de vader van Wickie de Viking in de Nederlandstalige bioscoopfilm 'Wickie en het Magische Zwaard' van Studio 100
Hij schrijft regelmatig columns die gepubliceerd worden in diverse Belgische kranten en tijdschriften. Meerman springt regelmatig in de bres voor luchtkwaliteit en het klimaat. In 2019 startte hij de petitie tegen vervuilende cruiseschepen in de Lage Emissie Zone (LEZ) van Antwerpen.
In 2019 creëerde hij Kadoboom, een cadeaubon waarmee je bomen kunt planten in verwoestijnde gebieden in Afrika.
Samen met pianist en kleinkunstenaar Steven Beyers speelde hij de 'Depressieve Valentijnsavond' (2018 - 2022). In 2023 deed hij huiskameroptredens door heel België en Nederland. In 2024 ging zijn achtste onemanshow 'De Kracht van Zacht' in première.

## Prijzen
Concours de la Chanson (2002) Jury- en publieksprijs - Amsterdam

## Voorstellingen
- Lekker Kafferen in het Nederlands
- Just in Kees (1993), een theater-talkshow met live band en gasten
- Welkom in het Paradijs (1995)
- Smaad (1998)
- Mens te Koop (2001)
- Standup (2003)
- In het Hol van de Leeuw (2006)
- Ontketend (2010)
- Kees in Concert (2016)
- Depressieve Valentijnsavond (2018 - 2022)
- De Kracht van Zacht (2023-2024)

## Discografie
- Welkom in het Paradijs (1997)
- Smaad (2000)
- Mens te Koop (2002)
- 5 Liederen van Verstilling (2004)
- AaaahHHhhh!!!! (2011)
- De Lage Landen (2019)[10]